# Coppa AVC per club 2001 (maschile)
La Coppa AVC per club 2001 si è svolta dal 24 al 29 giugno 2001 a Shehong, in Cina. Al torneo hanno partecipato 7 squadre di club asiatiche ed oceaniane e la vittoria finale è andata per la seconda volta consecutiva al Daejeon Samsung Fire Bluefangs.

## Squadre partecipanti
- Al-Rayyan
- Samsung Bluefangs
- Rahat
- Shanghai
- Sichuan
- Suntory Sunbirds
- Sanam Teheran

## Fase a gironi

### Gironi
| Girone A                        | Girone B                                          |
| ------------------------------- | ------------------------------------------------- |
| Rahat Shanghai Suntory Sunbirds | Al-Rayyan Samsung Bluefangs Sichuan Sanam Teheran |

## Fase finale

### Finali 1º e 3º posto
|  | Semifinali        | Semifinali        | Semifinali        |                   |                  | Finale 1º/2º posto | Finale 1º/2º posto | Finale 1º/2º posto |  |
|  |                   |                   |                   |                   |                  |                    |                    |                    |  |
|  | Suntory Sunbirds  | Suntory Sunbirds  | 3                 |                   |                  |                    |                    |                    |  |
|  | Suntory Sunbirds  | Suntory Sunbirds  | 3                 |                   |                  |                    |                    |                    |  |
|  | Sichuan           | Sichuan           | 1                 |                   |                  |                    |                    |                    |  |
|  | Sichuan           | Sichuan           | 1                 |                   | Suntory Sunbirds | Suntory Sunbirds   | 0                  |                    |  |
|  |                   |                   |                   |                   | Suntory Sunbirds | Suntory Sunbirds   | 0                  |                    |  |
|  |                   |                   | Samsung Bluefangs | Samsung Bluefangs | 3                |                    |                    |                    |  |
|  | Samsung Bluefangs | Samsung Bluefangs | Samsung Bluefangs | Samsung Bluefangs | 3                | 3                  |                    |                    |  |
|  | Samsung Bluefangs | Samsung Bluefangs |                   |                   |                  | 3                  |                    |                    |  |
|  | Shanghai          | Shanghai          | 0                 |                   |                  | Finale 3º/4º posto | Finale 3º/4º posto | Finale 3º/4º posto |  |
|  | Shanghai          | Shanghai          | 0                 |                   |                  |                    |                    |                    |  |
|  |                   |                   |                   |                   |                  |                    |                    |                    |  |
|  |                   |                   |                   |                   |                  | Sichuan            | Sichuan            | 1                  |  |
|  |                   |                   |                   |                   |                  | Sichuan            | Sichuan            | 1                  |  |
|  |                   |                   |                   |                   |                  | Shanghai           | Shanghai           | 3                  |  |

### Finali 5º e 7º posto
|  | Semifinali    | Semifinali    | Semifinali    |               |       | Finale | Finale | Finale |  |
|  |               |               |               |               |       |        |        |        |  |
|  | Rahat         | Rahat         | 3             |               |       |        |        |        |  |
|  | Rahat         | Rahat         | 3             |               |       |        |        |        |  |
|  | Al-Rayyan     | Al-Rayyan     | 1             |               |       |        |        |        |  |
|  | Al-Rayyan     | Al-Rayyan     | 1             |               | Rahat | Rahat  | 1      |        |  |
|  |               |               |               |               | Rahat | Rahat  | 1      |        |  |
|  |               |               | Sanam Teheran | Sanam Teheran | 3     |        |        |        |  |
|  | Sanam Teheran | Sanam Teheran | Sanam Teheran | Sanam Teheran | 3     | -      |        |        |  |
|  | Sanam Teheran | Sanam Teheran |               |               |       |        |        |        |  |
|  | -             | -             | -             |               |       |        |        |        |  |

## Classifica finale
| Classifica | Squadre           |
| ---------- | ----------------- |
|            | Samsung Bluefangs |
|            | Suntory Sunbirds  |
|            | Shanghai          |
| 4          | Sichuan           |
| 5          | Sanam Teheran     |
| 6          | Rahat             |
| 7          | Al-Rayyan         |